# Korce (Pologne)
Pour l’article homonyme, voir Korçë.
Korce est une localité polonaise de la gmina de Złota, située dans le powiat de Pińczów en voïvodie de Sainte-Croix.